# Helianthus salicifolius
Helianthus salicifolius là một loài thực vật có hoa trong họ Cúc. Loài này được A.Dietr. mô tả khoa học đầu tiên năm 1834.